# Вилья, Херман
Херма́н Ви́лья Кастанье́да (исп. Germán Villa Castañeda ; род. 2 апреля 1973, Мехико, Мексика) — мексиканский футболист, центральный полузащитник. Известен по выступлениям за мексиканскую «Америку». Участник чемпионатов мира 1998 и 2002 годов, а также Олимпийских игр 1996 года в Атланте.

## Клубная карьера
Вилья воспитанник футбольной академии клуба «Америка», выступая за который он получил мировую известность. В сезоне 1991/92 года в матче против «Леона», он дебютировал в мексиканской Примере. В 1998 году после удачного выступления на чемпионате мира, Херман решил попробовать свои силы в Европе и перешёл в испанский «Эспаньол» на правах аренды. В Испании полузащитник принял участие в 12 матчах после чего вернулся на родину. В 1999 году он вновь отправился в аренду, на этот раз новой командой Вилья стала «Некакса». В новой команде он провел 17 встреч и забил 1 мяч, после чего вновь вернулся в «Америку». В 2002 году Херман впервые выиграл мексиканское первенство, второй раз это случилось в 2005 году. В сезоне 2008/09 Вилья повторно перешёл в «Некаксу» на правах аренды. 25 января 2009 года в поединке против «Пуэблы» Херман дебютировал за клуб. Летом 2009 года его контракт с «Америкой» закончился. В команде он провёл 18 лет, приняв участие в более, чем 500 встречах, что является четвёртым показателем в истории клуба и забил около 20 мячей. Вилья также считается одним из лучших футболистов «Америки» всех времён и лучшим опорным полузащитником Мексики 90-х годов.
В ноябре 2009 года Херман подписал годичный контракт с клубом «Керетаро» 24 января в матче против «Пачуки» он дебютировал за новую команду. В 2010 году Вилья был отправлен в аренду в «Ирапуато», но из-за проблем с адаптацией вернулся в «Керетаро» не сыграв ни одного матча. В составе «Белых петухов» он провёл 12 матчей. Летом 2010 года он принял решение завершить карьеру.

## Международная карьера
В 1996 году Херман дебютировал в сборной Мексики. В том же году в составе олимпийской сборной Мексики Вилья принял участие в Олимпийских играх в Атланте. На турнире он сыграл в матчах против команд Италии, Южной Кореи, Ганы и Нигерии. В том же году Херман выиграл свой первый трофей со сборной став победителем Золотого кубка КОНКАКАФ. На турнире он сыграл в матчах против Бразилии и дважды Гватемалы.
В 1998 году Вилья в составе национальной сборной поехал на чемпионат мира во Францию. На турнире он сыграл в матчах против команд Бельгии, Голландии и Германии. В том же году Херман во второй раз выиграл Золотой кубок КОНКАКАФ. На турнире он принял участие в матчах против сборных Тринидада и Тобаго, Ямайки и США. В 1999 году Херман выиграл Кубок конфедераций.
В 2001 году Вилья во второй раз принял участие в Кубке конфедераций. На турнире он был запасным и на поле не вышел. В 2002 году Херман во второй раз попал в заявку на участие в чемпионате мира. На турнире в Японии и Южной Корее он был запасным и на поле не вышел.

## Достижения
Клубные
 «Америка»
- Чемпионат Мексики по футболу — Верано 2002
- Чемпионат Мексики по футболу — Апертура 2005
- Лига чемпионов КОНКАКАФ — 2006
- Кубок гигантов КОНКАКАФ — 2001

Международные
 Мексика
- Золотой кубок КОНКАКАФ — 1996
- Золотой кубок КОНКАКАФ — 1998
- Кубок конфедераций — 1999
- Участник чемпионата мира 1998 года
- Участник чемпионата мира 2002 года
- Участник Олимпийских игр 1996 года